# ۱۳۶۱۰ لیلینتال
سیارک ۱۳۶۱۰ (به انگلیسی: 13610 Lilienthal، نامگذاری:1994TS16) سیزده هزار و ششصد و دهمین سیارک کشف شده‌است که در ۵ اکتبر ۱۹۹۴ کشف شد.
قدر مطلق سیارک برابر ۱۳٫۶۰ است.